# Santa Faç d'Alacant
|  | Per a altres significats, vegeu «Santa Faç (desambiguació)». |

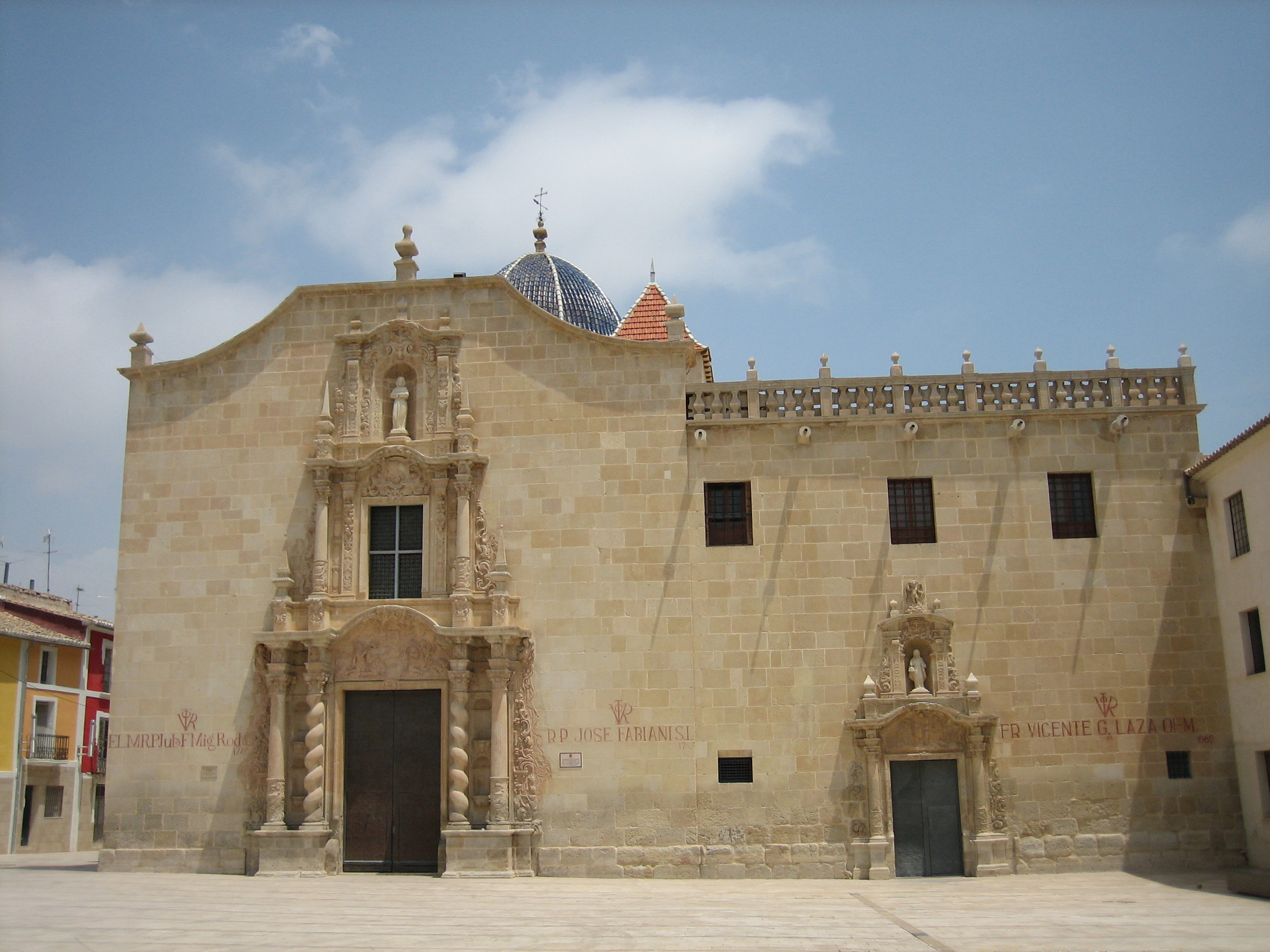
Façana del monestir de la Santa Faç, on es venera la relíquia de la Santa Faç.

La Santa Faç d'Alacant és una relíquia catòlica de la Santa Faç que es venera al monestir de la Santa Faç de la ciutat d'Alacant.
El llenç original era un drap de lli amb taques de sang representant una cara. Anys més tard, es van remarcar aquestes taques amb pintura vermella. La tremenda devoció que va despertar la Santa Faç va provocar que, a poc a poc, el llenç es veiés reduït en grandària a causa dels trossos que famílies de gran poder tallaven pel que va ser col·locat un relicari amb la imatge d'una Santa Faç davant i una imatge de la Mare de Déu darrere. És una de les tres façs reconegudes pel Vaticà.
La relíquia és objecte del romiatge de Santa Faç, que congrega anualment a més de 260.000 pelegrins.

## Història

### Orígens
L'origen de la tradició es remunta al segle XV quan el capellà de Sant Joan d'Alacant Mossèn Pedro Mena viatja a Roma i és obsequiat amb un venerat llenç de la faç de Crist que havia salvat a Venècia de la pesta. El sacerdot trasllada el llenç a Sant Joan i el diposità en el fons d'un bagul. Malgrat col·locar-lo en el fons, el llenç sempre apareix en la part superior i és per això que decideix treure el llenç en rogació un 17 de març de 1489 per demanar la pluja. En arribar al barranc de Lloixa, el pare Villafranca no pot sostenir el llenç i observa com en brolla una llàgrima. Després d'això van venir més miracles com el de les tres façs. En el lloc del primer miracle s'alça el monestir de la Santa Faç. Malgrat pertànyer moralment a Sant Joan, la Santa Faç va passar a les mans d'Alacant en segregar-se aquesta última vila en el segle xviii.
En 1889 coincidint amb el IV centenari, es va obrir el relicari comprovant l'estat del llenç que era aproximadament d'uns 70 cm².

### Guerra Civil
En començar la Guerra Civil Espanyola de 1936-39, s'inicia la persecució religiosa a l'Església Catòlica en el bàndol republicà, amb múltiples assassinats de sacerdots i monges i cremada de temples i convents. Alacant, en quedar en zona republicana, no és una excepció. El 26 de juliol de 1936 un grup de milicians assaltaren el Monestir i l'Església de la Santa Faç. Arriscant la seva vida, Vicente Rocamora Onteniente acompanyat per l'alcalde pedani Antonio Ramos Alberola (Tonico Santamaría) entren en la capelleta i després de trencar el cristall treuen la Santa Faç amagant-la en un cabàs de la compra, ja que en veien que en el saqueig i destrucció del Monestir la relíquia corria un perill seriós. Després de passar la nit a la casa de l'alcalde pedani, la relíquia fou traslladada amb tramvia o en vehicle municipal (segons les versions) a la Diputació Provincial on és emmagatzemada en la caixa forta.
La capelleta de la Santa Faç va quedar intacte, però la resta de l'Església va ser devastada i les seves imatges i altars cremats per milicians comunistes i anarquistes. L'arca on reposaven les restes de Pedro Mena, que es trobava a l'Església de Sant Joan va ser cremada el mateix dia al costat de les imatges i altars de l'Església Parroquial.
Una vegada acabada la Guerra Civil, el Monestir (que havia estat usat com a fàbrica d'avions) és restaurat i es construeix un nou altar, molt més espectacular que l'original, segons els plànols de l'arquitecte Juan Vidal Ramos i gràcies a les donacions de Manuel Prytz. En 1989 es realitza una rèplica de l'arca de Mossèn Pedro Mena.